# Varanopidae
Varanopidae é uma família de eupelicossauros semelhantes aos lagartos-monitores modernos. A família foi emendada por Reisz e Berman em 2003, passando de Varanopseidae Romer & Price, 1940, para Varanopidae Reisz & Berman, 2003.

## Classificação
Família Varanopidae Reisz & Dilkes 2003

Genera incertae sedis
- Aerosaurus Romer, 1937
- Elliotsmithia Broom, 1937
- Archaeovenator Reisz & Dilkes, 2003
- Pyozia Anderson & Reisz, 2004

Subfamília Mycterosaurinae Reisz & Berman, 2001
- Mycterosaurus Williston, 1915
- Mesenosaurus Efremov, 1938

Subfamília Varanodontinae Reisz & Berman, 2001
- Varanodon Olson, 1965
- Varanops Williston, 1911